# Opogona bicolorella
Opogona bicolorella är en fjärilsart som beskrevs av Matsumura 1931. Opogona bicolorella ingår i släktet Opogona och familjen äkta malar.
Artens utbredningsområde är Taiwan. Inga underarter finns listade i Catalogue of Life.